# Torpedo TD 6206 C
Torpedo TD 6206 C bila je serija traktora koja se proizvodila u riječkoj tvornici Torpedo od 1970-ih do 1990-ih po licenci njemačkog proizvođača Deutz. Traktor je bio povoljan, a mogao se koristiti u poljoprivredi, šumarstvu, građevinarstvu i industriji.

## Osobitosti

### Motor
- tip motora: F4L 912/ zrakom hlađen
- broj cilindara: 4
- snaga/ okretaji: 44kW/ 2300 min
- maksimalni moment/ broj kretaja: 204 Nm/ 1600 min
- promjer/ hod klipa: 100/120 mm
- radni volumen: 3768cm3
- kompresijski odnos: 17:1

### Mjenjač
- tip: TW 40.2
- broj brzina naprijed/ nazad: 8/2
- brzina naprijed: 2-25 km/h
- brzina nazad: 2.5-11.5 km/h

### Hidraulika
- tip 40.2
- radni tlak: 175 bar
- podizna sila na podiznoj poluzi: 16.500 N
- dodatni hidraulični piključci: max 3

### Priključno vratilo
- nominalni broj okretaja motora: 540 min / 2070 max

### Kotači
- naprijed/ nazad: 7.50-16/ 14.9-20

### Dimenzije
- ukupna dužina: 3600mm
- ukupna širina: 1730 mm
- visina krova kabine: 2580 mm
- razmak osovina: 2130 mm
- masa traktora: 2790 kg
- masa potpuno opterećenog traktora: 3800 kg